# Прва савезна лига Југославије у хокеју на леду 1952.
Прва савезна лига Југославије у хокеју на леду 1952. је пето послератно првенство Југославије, које је одиграно у Љубљани опет по турнирском систему.
Првенство је одиграно као четвородневни турнир који се одржао од 29. до 2. фебруара 1952. Примењен је исти систем као у претходној години, уз учешће четири клуба.

## Клубови
- Партизан, Београд
- Љубљана, Љубљана
- Младост, Загреб
- Загреб, Загреб

Играо је свако са сваким по једну утакмицу. За победу су се добијала 2, нерешено 1, а пораз 0 бодова.

## Коначни пласман
| Екипа                | ИГ | Д | Н | ИЗ | ГД | ГП | ГР  | Б |
| -------------------- | -- | - | - | -- | -- | -- | --- | - |
| 1. Партизан, Београд | 3  | 3 | 0 | 0  | 23 | 4  | +19 | 6 |
| 2. Загреб, Загреб    | 3  | 2 | 0 | 1  | 16 | 15 | +1  | 4 |
| 3. Љубљана, Љубљана  | 3  | 1 | 0 | 2  | 7  | 15 | -8  | 2 |
| 4. Младост Загреб    | 3  | 0 | 0 | 3  | 11 | 23 | -12 | 0 |

ИГ = одиграо, Д = победио, Н = нешерио, ИЗ = изгубио, ГД = голова дао, ГП = голова примио, ГР = гол-разлика, Б = бодова
| Првак Прве савезна лиге Југославије у хокеју на леду 1952. |
| ---------------------------------------------------------- |
| ХК Партизан 3. Титула                                      |